# 다니구치 지로

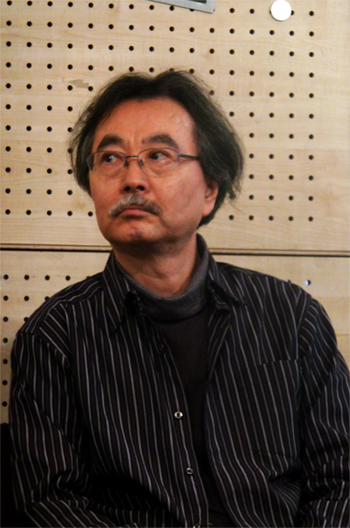
다니구치 지로 (2010년)

다니구치 지로(谷口 ジロー, 1947년 8월 14일 ~ 2017년 2월 11일)는 일본의 만화가이다. 돗토리현 돗토리시 출신이며. 돗토리 상업고등학교를 졸업하였다.

## 내력
고등학교 졸업 후에 잠시 교토의 회사에서 근무했으나 만화가를 목표로 1969년에 상경, 이시카와 규타(石川球太)의 어시스턴트가 되어 만화 기술을 배웠다. 1971년,『목쉰 방』(嗄れた部屋)으로 데뷔, 1975년 『먼 목소리』로 제14회 쇼가쿠칸 빅코믹상에 가작으로 입선했다. 1987년 근대문학의 거장 나쓰메 소세키의 생활상을 그린 『도련님」의 시대』(세키카와 나쓰오 원작)로 제12회 일본 만화가협회상(1994)과 제2회 데즈카 오사무 문화상 대상(1998)을 받았다. 1992년 『걷는 사람』이 프랑스에 번역 출간되어 좋은 평가를 받았고, 같은 해 『개를 기르다』로 제12회 일본 만화가협회 심사위원 특별상을 받았다. 1997년 발표한 『열네 살』(원제, ‘머나먼 고향’)은 1999년 제3회 문화청 미디어예술제의 만화부문에서 우수상을 받았고, 제30회 프랑스 앙굴렘 국제만화페스티벌에서 최우수 시나리오상을 받았다. 유메마쿠라 바쿠 원작의 『신들의 봉우리』로 2005년 앙굴렘 국제만화페스티벌에서 최우수작화상을 받았다.

## 수상이력
- 1992년 - 제 37회 소학관 만화상 심사위원 특별상 『개를 기르다』(犬を飼う)
- 1993년 - 제 12회 일본만화가 협회상 우수상 『도련님의 시대』(「坊っちゃん」の時代)
- 1998년 - 제 2회 데즈카 오사무 문화상 만화대상 『도련님의 시대』시리즈 (「坊っちゃん」の時代)
- 1998년 - 제 3회 문화청 미디어 예술제 만화부문 우수상『열네 살』(遥かな町へ）
- 2001년 - 제 5회 문화청 미디어 예술제 만화부문 우수상『신들의 봉우리』(神々の山嶺）
- 2002년 - 앙굴렘 국제만화제 최우수 각본상 『열네 살』(遥かな町へ)
- 2002년 - 앙굴렘 국제만화제 최우수 서점상『열네 살』(遥かな町へ)
- 2005년 - 앙굴렘 국제만화제 최우수 미술상『신들의 봉우리』 (神々の山嶺)
- 2010년 - 부천만화대상 해외작가상 수상
- 2010년 - 루카 코믹&게임즈 마에스트로 델 푸메토(만화의 거장) 수상

등 해외 만화상 다수 수상

## 대한민국 출간 작품 리스트
- 선생님의 가방 1~2권
- 겨울 동물원
- 도련님의 시대1
- K (케이) (2010년, ISBN 978-89-8371-567-8)
- 신들의 봉우리 1~4권
- 고독한 미식가
- 열네 살 1~2권
- 개를 기르다
- 느티나무의 선물
- 아버지
- 동토의 여행자
- 시튼 1~3권
- 도련님의 시대 1권 (2012년, ISBN 978-89-8371-454-1)